# Börnichen
Börnichen/Erzgebirge (letteralmente: «Börnichen/Monti Metalliferi»; ufficialmente Börnichen/Erzgeb.)  è un comune di 953 abitanti della Sassonia, in Germania.
Appartiene al circondario dei Monti Metalliferi ed è parte del Verwaltungsverband Wildenstein.
Vi morì in povertà il musicista italiano Antonio Peregrino Benelli.